# Petite Réserve Hôtel

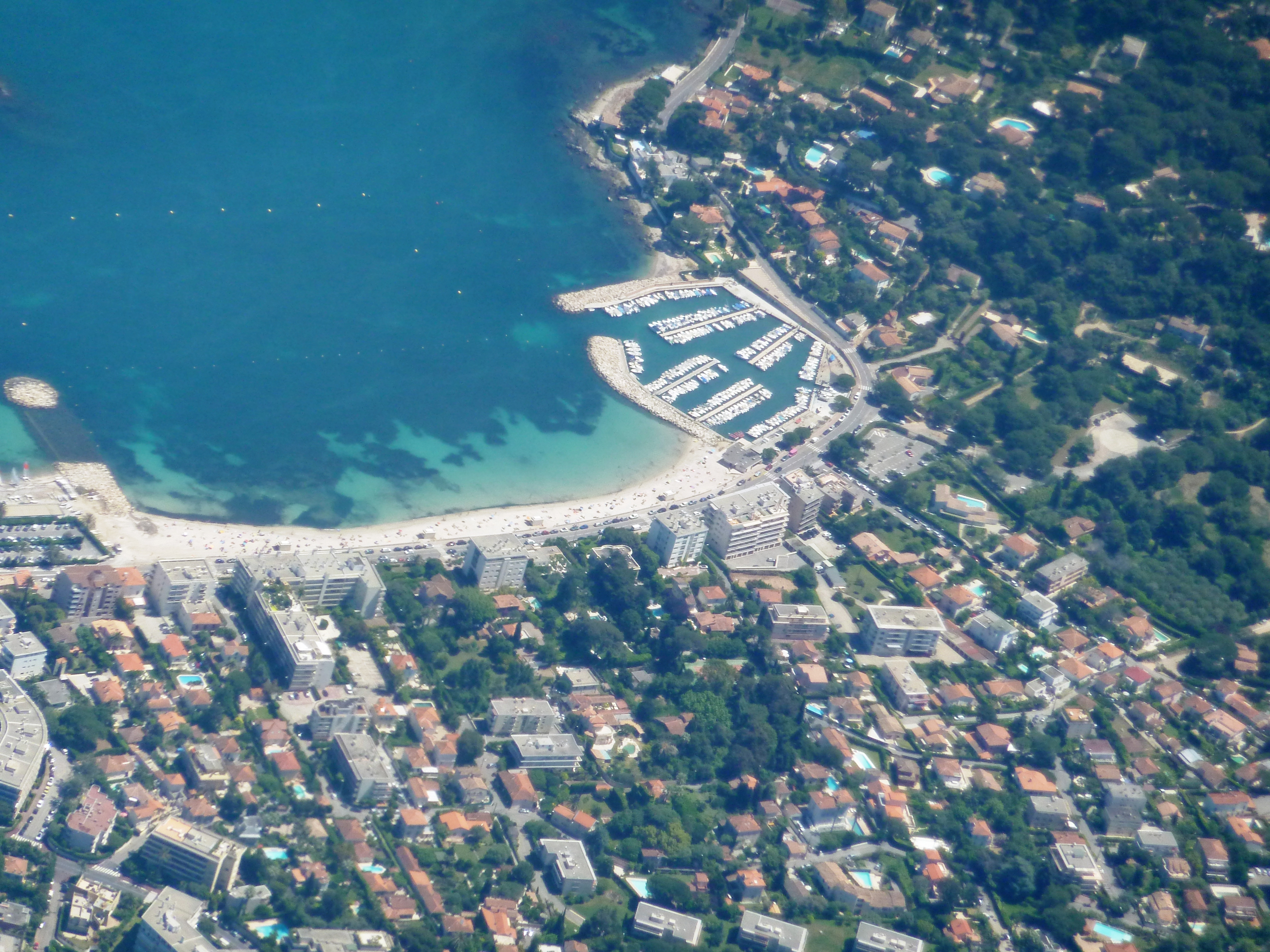
Plage de la Salis. La Petite Réserve är det lägre huset med rött tak näst längst till vänster i husraden närmast stranden.

Petite Réserve Hôtel var ett svenskägt hotell i  Antibes i Frankrike. 
Petite Réserve ligger nära stranden vid Plage de la Salis strax söder om Gamla Antibes. Evert Taube bodde och arbetade där under långa, regelbundet återkommande perioder nästan varje år från 1951 till 1971. Från det att han slog sig ned på Petite Réserve, övergick han i stort sett till att skriva prosa. Han lärde känna det provensalska språket och den klassiska provensalska trubadurlyriken från 1100-talet och översatte sådana dikter. Boken Vallfart till Trubadurien och Toscana från 1957. I Antibes lärde han känna fotografen Marianne Greenwood, som illustrerade Svarta Tjurar från 1958 och Återkomst från 1961.
Hotellet vårdade minnet av Evert Taube med en taubehörna med ett komplett taubebibliotek och rikligt med bilder från Taubes tid i Antibes och på hotellet. Det stängde 2013.